# Ken Keeler
Kenneth Keeler (Estados Unidos, 2 de diciembre de 1961) es un guionista de comedia y productor de televisión estadounidense. Ha escrito episodios para numerosas series televisivas, principalmente para Los Simpson y Futurama. 

## Biografía
Luego de graduarse de la Escuela St. John's en Houston, Texas, estudió matemática en la Universidad Harvard, graduándose con los máximos honores en 1990; su tesis de doctorado fue en Representaciones Cartográficas de Códigos Óptimos para Segmentación de Imágenes. 
Luego de doctorarse, Keeler se unió al Departamento de Análisis en los laboratorios de AT&T. Pronto dejó los laboratorios para trabajar como guionista para David Letterman, y posteriormente para varias series de comedia, incluyendo varios episodios de Wings, News Radio, Los Simpson (en donde sufrió fuertes críticas por haber escrito el episodio de la novena temporada "The Principal and the Pauper"), Futurama, y The Critic, además del programa de corta duración de la FOX The PJs.
Keeler fue muy importante en la creación de Futurama, trabajando como coproductor ejecutivo durante los primeros tres años, y como productor ejecutivo durante el cuarto. Fue uno de los guionistas más prolíficos de la serie, habiendo escrito nueve episodios (incluyendo el que originalmente iba a ser el final de la serie, "The Devil's Hands Are Idle Playthings", y el ganador del premio Writers Guild "Godfellas"). Keeler escribió varias de las canciones originales tanto en Los Simpson como en Futurama, mientras trabajaba en los programas. También escribió la película de DVD de Futurama Bender's Big Score.
Keeler es también un gran fanático (aunque no tiene parentesco con él) de Harry Stephen Keeler y ganó la Quinta Competencia Anual de 2001 de la Competencia de Imitadores de Keeler. Su episodio de Futurama "Time Keeps on Slippin'" fue en parte inspirado por la historia de Harry Stephen "Strange Romance" de la novela Y. Cheung, Business Detective.
Keeler coescribió un periódico con Jeff Westbrook. Además, tiene un Número de Erdős de 4.
Fue declarado en un comentario de DVD que Keeler es propietario de la cuarta colección de sombreros más grande del mundo; sin embargo, esto podría haberse dicho en broma.

## Trabajos como guionista

### Episodios deLos Simpson
- "A Star is Burns"
- "Two Bad Neighbors"
- "El Viaje Misterioso de Nuestro Jomer (The Mysterious Voyage of Homer)"
- "Brother from Another Series"
- "The Principal and the Pauper"
- "Treehouse of Horror VII" (segmento "The Thing and I")
- "The Simpsons Spin-Off Showcase" (historia)

### Episodios deFuturama
- "The Series Has Landed"
- "When Aliens Attack"
- "Put Your Head on My Shoulders"
- "Anthology of Interest I" (segmento «Dial L for Leela»)
- "The Honking"
- "Time Keeps On Slippin'"
- "Godfellas"
- "The Devil's Hands Are Idle Playthings"
- "Bender's Big Score" (coguionista, historia)